# المعكوب (كعيدنة)

تعديل مصدري - تعديل

المعكوب هي إحدى قرى عزلة بني نشر بمديرية كعيدنة التابعة لمحافظة حجة، بلغ تعداد سكانها 666 نسمة حسب تعداد اليمن لعام 2004.